# Coari (microregio)
Coari is een van de dertien microregio's van de Braziliaanse deelstaat Amazonas. Zij ligt in de mesoregio Centro Amazonense en grenst aan de mesoregio Norte Amazonense in het noorden en noordwesten, de microregio Tefé in het zuidwesten, de mesoregio Sul Amazonense in het zuiden en de microregio Manaus in het oosten. De microregio heeft een oppervlakte van ca. 111.590 km². Midden 2004 werd het inwoneraantal geschat op 141.695.
Zes gemeenten behoren tot deze microregio:
- Anamã
- Anori
- Beruri
- Caapiranga
- Coari
- Codajás

Mesoregio's: Centro Amazonense · Norte Amazonense · Sudoeste Amazonense · Sul Amazonense

Microregio's: Alto Solimões · Boca do Acre · Coari · Itacoatiara · Japurá · Juruá · Madeira · Manaus · Parintins · Purus · Rio Negro · Rio Preto da Eva · Tefé